# مارشال أوتيس هاو
مارشال أوتيس هاو (بالإنجليزية: Marshall Otis Howe)‏ هو سياسي أمريكي، ولد في 4 أكتوبر 1832 في الولايات المتحدة، وتوفي في 13 مايو 1919 في نفس البلد. انتخب عضو مجلس نواب فيرمونت.